# Interliga Baseball
Baseballová soutěž, která není přímo řízena Českou baseballovou asociací, ale je řízena baseballovými kluby. Soutěž byla založena v roce 2010. Hlavním cílem soutěže je umožnit týmům hrajícím oblastní soutěž odehrát několik zápasů navíc s týmy, se kterými se běžně nepotkávají.

## Týmy zapojené do Interligy
| Název klubu           | Oblast         | V lize od |
| --------------------- | -------------- | --------- |
| Blesk Jablonec        | Severní Čechy  | 2010      |
| Patriots Liberec      | Severní Čechy  | 2010      |
| Praotci Roudnice      | Severní Čechy  | 2010      |
| SB Svoboda nad Úpou   | Východní Čechy | 2010      |
| Sharks Spálené Poříčí | Západní Čechy  | 2011      |
| Tempo Titans Praha    | Praha          | 2010      |
| Wolfs Domažlice       | Západní Čechy  | 2012      |

Vítězové Interligy
| Rok  | Klub             |
| ---- | ---------------- |
| 2010 | Praotci Roudnice |
| 2011 | Praotci Roudnice |